# 발타자르 요하너스 포르스터르
발타자르 요하너스 (욘) 포르스터르(아프리칸스어: Balthazar Johannes (John) Vorster [ˈbaltɑːzar jʊəˈhanəs ˈfɔrstər], 1915년 12월 13일~1983년 9월 10일)는 남아프리카 공화국의 4대 대통령이었다.

## 생애
포르스터르는 케이프주 동부에서 스위스계 이민 후손인 보어인 목장주의 자제 가운데 13번째 아들로 태어났다. 스텔렌보스 대학교에 입학해 법률학을 전공했으며, 1938년 졸업 후 케이프타운의 법원에서 재판장 기록원으로 잠시 근무했다가 포트엘리자베스에서 변호사 사무소를 개업했다. 제2차 세계대전이 발발하자, 친(親) 나치 독일 성향의 준군사 조직인 '오서바브란트바흐(Ossewabrandwag)'에 가입하여 과격파의 행동 대장으로 부각되면서 남아프리카의 연합국에 대한 지원을 공공연히 반대했는데, 전시 중 반영(反英) 사보타지를 부추긴 혐의로 체포되어 17개월간 복역했다. 1944년 석방되어 당시 아프리카너 보어인 사회의 구심점으로 입지를 다져가던 국민당에 입당했으며, 1953년 트란스발 나이젤(Nigel) 지구 소속 국회의원에 당선, 당내 우익의 중진으로 활약했다.
1958년 헨드릭 페르부르트 내각의 교육사회복지 차관으로 입각해 유색 인종의 분리 차별 교육을 명시한 반투 교육법의 실행과 관장을 전담했고, 1961년 법무장관에 기용되어 보안 조직의 정비와 더불어 샤프빌 학살을 계기로 점증해가는 흑인 저항운동에 대해 철저한 탄압을 가했다. 1966년 9월 페르부르트가 국회에서 암살당한 직후 만장일치로 후계 총리 겸 국민당 당수로 선출되어 12년간 재직했다. 아파르트헤이트의 열성 추진자라 간주되었던 기존의 행보와는 대조적으로 총리 재임시엔 극우 보수파를 견제하면서 온건 성향의 영어권 사용자 계층에도 지지를 어필하는 한편, 일상 생활에서의 인종 분리를 제한적이나마 완화시켜 교육, 스포츠, 공공시설 이용 등의 혜택을 유색인에게 확대하는 등 '고전적 아파르트헤이트'의 자체 개혁 및 전환을 도모했다.
1978년 10월 적혈구병이 악화된 연고로 수상직을 사임하고, 그 해 8월 니콜라스 요하너스 디데리흐스의 사망으로 공석이던 대통령에 취임했다. 1979년 총리 재임기 동안 아파르트헤이트로 실추된 남아프리카의 국가 이미지를 재고할 목적으로 정보부와 공보관 에셜 루디를 앞세워 구미 제국의 언론사들을 매수하거나 국내의 어용 일간지를 창간하는데 7천만 달러의 정부 예산을 횡령, 유용했다는 혐의가 발각되어 전대미문의 부패스캔들로 비화되자, 6월 4일에 자진 사퇴하는 형식으로 대통령직을 박탈당하고 정계에서 은퇴했다. 1983년 9월 10일 케이프타운의 병원에서 폐렴으로 사망했으며, 장례는 가족장으로 치러졌다.

## 역대 선거 결과
| 선거명      | 직책명                     | 대수 | 정당   | 득표율 | 득표수 | 결과 | 당락 |
| ----------- | -------------------------- | ---- | ------ | ------ | ------ | ---- | ---- |
| 1978년 선거 | 남아프리카 공화국의 대통령 | 4대  | 국민당 | 84.8%  | 173표  | 1위  |      |